# Подлый Пит
«Подлый Пит» (англ. Sneaky Pete) — криминально-драматический телесериал Amazon Studios. Пилотный эпизод, премьера которого состоялась 7 августа 2015 года, был написан Сетом Гордоном и срежиссирован Дэвидом Шором. 2 сентября 2015 года был заказан первый сезон сериала. Премьера состоялась на Amazon Video 13 января 2017 года.
19 января 2017 года сериал был продлён на второй сезон, который вышел 9 марта 2018 года.

## Сюжет
Аферист Мариус выходит из тюрьмы и обнаруживает, что за ним охотится злобный гангстер, которого он когда-то ограбил. Спасая свою жизнь, Мариус ворует личность своего сокамерника Пита, а затем «воссоединяется» с его давно отчуждённой семьей, которые понятия не имеют, что это не их давно потерянный родственник.

## В ролях

### Основной состав
- Джованни Рибизи — Мариус Ясипович / Пит Мёрфи
- Марин Айрленд — Джулия Боумен
- Шейн Макрэй — Тэйлор Бернхардт
- Лайб Барер — Карли Бернхардт
- Майкл Драйер — Эдди Ясипович
- Питер Джерети — Отто Бернхардт
- Марго Мартиндейл — Одри Бернхардт

### Второстепенный состав
- Доменик Ломбардоцци — Абрахам Персикоф
- Дебра Монк — Конни Персикоф
- Элисон Райт — Марджори
- Итан Эмбри — настоящий Пит Мёрфи
- Брайан Крэнстон — Винс Лониган
- Макс Дарвин — Тэйт
- Каролина Выдра — Каролина
- Майкл О’Киф — детектив Уинслоу
- Педж Вахдат — Радж Кумар Мухерджи
- Вирджиния Кулл — Кэти Бойд
- Малкольм-Джамал Уорнер — Джеймс Багвелл
- Брэд Уильям Хэнке — Брэндон Бойд
- Джейкоб Питтс — Лэнс Лорд
- Жустина Котсонас — Шэннон
- Виктор Уильямс — Ричард
- Майк Хьюстон — Деннис
- Джей О. Сандерс — Сэм
- Джет Лоуренс — Эллен
- Чарли Ли — Джозеф Ли
- Чэск Спенсер — Чейтон Докери
- Рене Ифра — Уоли
- Джеффри Де Серрано — Айвамат

## Производство
В ноябре 2014 года CBS заказал проект под названием «Проныра Пит». Пилотный эпизод был снят в марте 2015 года в Нью-Йорке. 8 мая 2015 года CBS не дал зелёный свет сериалу, закрыв также шоу Винса Гиллигана и Дэвида Шора «Батл Крик», выходившее на канале. Всего два дня спустя стало известно, что сериал может переместиться на один из кабельных каналов, многие из которых проявляли к проекту интерес.
В июне 2015 года было объявлено, что Amazon ведёт переговоры о покупке пилотного эпизода с мелкими изменениями и возможными небольшими пересъёмками, перед тем, как представить серию зрителям. Пилотный эпизод был выпущен на Amazon Video 7 августа 2015 года, а 2 сентября того же года был заказан полный первый сезон сериала.
В марте 2016 года стало известно, что Шор покидает проект и будет заменён Грэмом Йостом, который возьмёт на себя обязанности исполнительного продюсера и шоураннера. Съёмки остальной части сезона были отложены из-за этих кадровых перестановок.
Второй эпизод и остальные серии сезона были выпущены онлайн 13 января 2017 года.

## Отзывы критиков
Первый сезон «Проныры Пита» получил очень положительные отзывы критиков. На сайте-агрегаторе Rotten Tomatoes он держит 100 % «свежести», что основано на 22-х отзывах. Критический консенсус сайта гласит: «„Проныра Пит“ — напряжённый, умный и с отличным актёрским составом — является наполовину драмеди, наполовину криминальной комедией и целиком захватывающим сериалом». На Metacritic первый сезон получил 78 баллов из ста, что основано на 21-й «в общем положительной» рецензии .